# Fritz Larsson
Johan Fritz Larsson (ur. 22 grudnia 1882, zm. 17 października 1958) – szwedzki zapaśnik walczący w stylu klasycznym. Olimpijczyk z Londynu 1908, gdzie zajął piąte miejsce w wadze półciężkiej.
Mistrz kraju w 1908 i drugi w 1910 roku.

## Letnie Igrzyska Olimpijskie 1908
| Konkurencja          | Rundy eliminacyjne         | Rundy eliminacyjne      | Rundy eliminacyjne     | Klas. końcowa |
| Konkurencja          | Przeciwnik I               | 1/8                     | 1/4                    | Miejsce       |
| -------------------- | -------------------------- | ----------------------- | ---------------------- | ------------- |
| 93 kg styl klasyczny | Harald Christensen (DEN) Z | Douwe Wijbrands (NED) Z | Verner Weckman (FIN) P | 5.            |